# HC Most
Der HC Most ist ein tschechischer Eishockeyklub aus Most, der 1946 gegründet wurde und seit 2017 in der dritten tschechischen Spielklasse, der 2. česká hokejová liga, spielt. Seine Heimspiele trägt der Verein im 2646 Zuschauer fassenden Zimní Stadion Most aus, das 1998 eröffnet wurde.

## Geschichte
Ab 1952 nahm die Spielvereinigung UHLOMOST am Spielbetrieb der viertklassigen regionalen Liga teil (heute krajský přebor). 1977 schaffte der in Baník Most umbenannte Verein den Aufstieg in die drittklassige 2. Liga der ČSSR, in der sich der Verein über zwei Spielzeiten hielt. Bis 1991 spielte man dann weiter auf regionaler Ebene, bevor der Wiederaufstieg in die zweite Spielklasse gelang.
Am Ende der Saison 2003/04 erreichte der SK Baník Most den Gewinn der Meisterschaft der 2. Liga, konnte sich aber in der Relegation für die 1. Liga nicht durchsetzen. Drei Jahre später wiederholte die erste Mannschaft des Vereins den Gewinn der Meisterschaft und stieg ohne Relegation in die 1. Liga auf, da diese um zwei Mannschaften aufgestockt wurde. Im Zuge des Aufstiegs nannte sich der Klub in HC Most um.
2017 stieg der HC Most nach erfolgloser Teilnahme an der Relegation wieder in die dritte Spielklasse ab.

## Bekannte ehemalige Spieler
- Vladimír Jeřábek
- Jan Hranáč
- Vladimír Gýna
- Kamil Piroš
- Lukáš Bednařík
- Marek Židlický
- Tomáš Divíšek

Zudem ist der HC Most für seine gute Schiedsrichterausbildung bekannt. Bekannte Schiedsrichter aus Most sind Miroslav Charvát und Tomáš Turčan, der auch Spiele bei internationalen Turnieren geleitet hat.